# انسان‌موش
انسان‌موش یا هوموس (به انگلیسی: Humouse) یک موش دارای نقص ایمنی است که با سیستم ایمنی انسان بازسازی شده است که به‌طور کلی به عنوان موش انسانی (Humanised mouse) شناخته می‌شود. اگرچه مدل‌های مرسوم موش امکان درک بیشتر سیستم ایمنی پستانداران را فراهم کرده‌اند، اما این دانش لزوماً نمی‌تواند مستقیماً برای انسان‌ها به دلیل تفاوت‌های بیولوژیکی بین این دو گونه اعمال شود.
انسان‌موش از نظر تئوری می‌تواند به عنوان مدل‌های پیش‌بالینی جدید سیستم ایمنی بدن انسان، با کاربردهایی از جمله ارزیابی اثربخشی واکسن استفاده شود.